# Nehale lyaMpingana

Nehale lyaMpingana

Nehale lyaMpingana (* in Olukonda; † 28. April 1908 ebenda, Deutsch-Südwestafrika) war von 1884 bis zu seinem Tod im Jahre 1908 Ondonga-König im Ovamboland in Deutsch-Südwestafrika, dem heutigen Namibia. So wie die anderen Könige der Ovambo wahrte Nehale seine Herrschaft auch gegen die Administration des damaligen Deutsch-Südwestafrika durch einen konsequent praktizierten Isolationismus.

## Leben
Nehale lyaMpingana war Sohn des als führungsschwach geltenden Ondonga-Königs Iitana yaNekwiyu. Bereits als Prinz galt Nehale als sehr ehrgeizig. Nach dem Tod seines Vaters 1884 übernahm er nach einem familieninternen Erbfolgekampf die Regierungsgewalt. Er musste sich seine Herrschaft jedoch mit seinem älteren Bruder Kambonde kaMpingana teilen und regierte nur über die östlichen Stämme von Ondonga.
Anders als sein Bruder, war Nehale misstrauisch gegenüber christlichen Missionaren. Er sah sie als Verbündete der deutschen Kolonialverwaltung an und fürchtete, dass die Ovambo ihre Unabhängigkeit verlieren würden. Am 21. April 1885 kaufte William Worthington Jordan, Führer der Dorslandtrekker, rund 50.000 km² Land zwischen Otavi und Grootfontein, um die Republik Upingtonia zu gründen. Dieser Plan wurde jedoch von Nehale vereitelt, der, um die Grenzen eines Königreiches zu wahren, Worthington-Jordan am 30. Juni 1886 umbringen ließ. Daraufhin wurden die beiden Missionsstationen in Oshitambi, Omandongo und Omulonga aufgegeben. Die Missionare gingen zurück nach Olukonda im westlichen Ondonga.
1896 kam das deutsche Militär nach Namutoni, um dort eine Kontrollstelle zur Eindämmung der Rinderpest zu errichten. Nehale stationierte daraufhin 25 Kämpfer an der Wasserstelle zwischen Oshitambi und Namutoni. Zudem befestigte er seine Residenz in Onayena. Als im Januar 1904 der Aufstand der Herero gegen die deutsche Kolonialherrschaft begann, batten die Herero Kambonde zusammen gegen die Deutschen zu kämpfen. Nehale hatte bereits eine enge Beziehung zu den Herero aufgebaut. Er ging davon aus, dass sein Bruder den Militärposten Okaukuejo angreifen wird, während seine Truppen zeitgleich das Fort Namutoni angreifen. Nach Rat der finnischen Missionare, starteten Kambonde und die anderen Owambo Könige keinen Angriff gegen die Deutschen und blieben neutral. Nehale entschloss sich dennoch aus Solidarität das Fort Namutoni am 28. Januar 1904 anzugreifen. Im Februar attackierten seine Krieger zudem Grootfontein.
Die deutsche Kolonialverwaltung plante 1906 eine Strafexpedition gegen Nehale durchzuführen, was jedoch nie umgesetzt wurde. Dafür sollte Nehale, als Entschädigung für den Angriff auf Namutoni, eine große Anzahl an Rindern bezahlen. Nehale verweigerte dem nachzukommen.
Nehale lyaMpingana starb am 28. April 1908 an den Folgen eines Jagdunfalls, bei dem er vom Pferd fiel. Er soll die letzten 15 Jahre seines Lebens an einem lahmen Bein gelitten haben. Nach seinem Tod wurde Ondonga unter König Kambonde kaNgula (1909–1912) wieder vereint.

## Rezeption und Ehrung
- Nehale lyaMpingana ist einer von neun namibischen Nationalhelden, die bei der Einweihung des nationalen Heldenfriedhofs in der Nähe von Windhoek ausgezeichnet wurden. Der damalige Präsident sagte in seiner Einweihungsrede am 26. August 2002, dass:

„Häuptling Nehale Lya Mpingana [kämpfte] im Widerstand unseres Volkes gegen den Kolonialismus und die fremden Eindringlinge viele Schlachten gegen afrikanische Wanderer und deutsche Kolonialtruppen. [...] Seinem revolutionären Geist und seinem visionären Andenken erweisen wir demütig unsere Ehre und unseren Respekt.“

- Nach Nehale ist u. a. die King Nehale LyaMpingana Conservancy am Nordrand des Etosha-Nationalparks sowie das nordöstliche Eingangstor in den Nationalpark bekannt.[2][4]

- Im Januar 2022 wurden ein Denkmal zu seinen Ehren bei Fort Namutoni eingeweiht.